# Kaple Notre-Dame-de-la-Médaille-miraculeuse

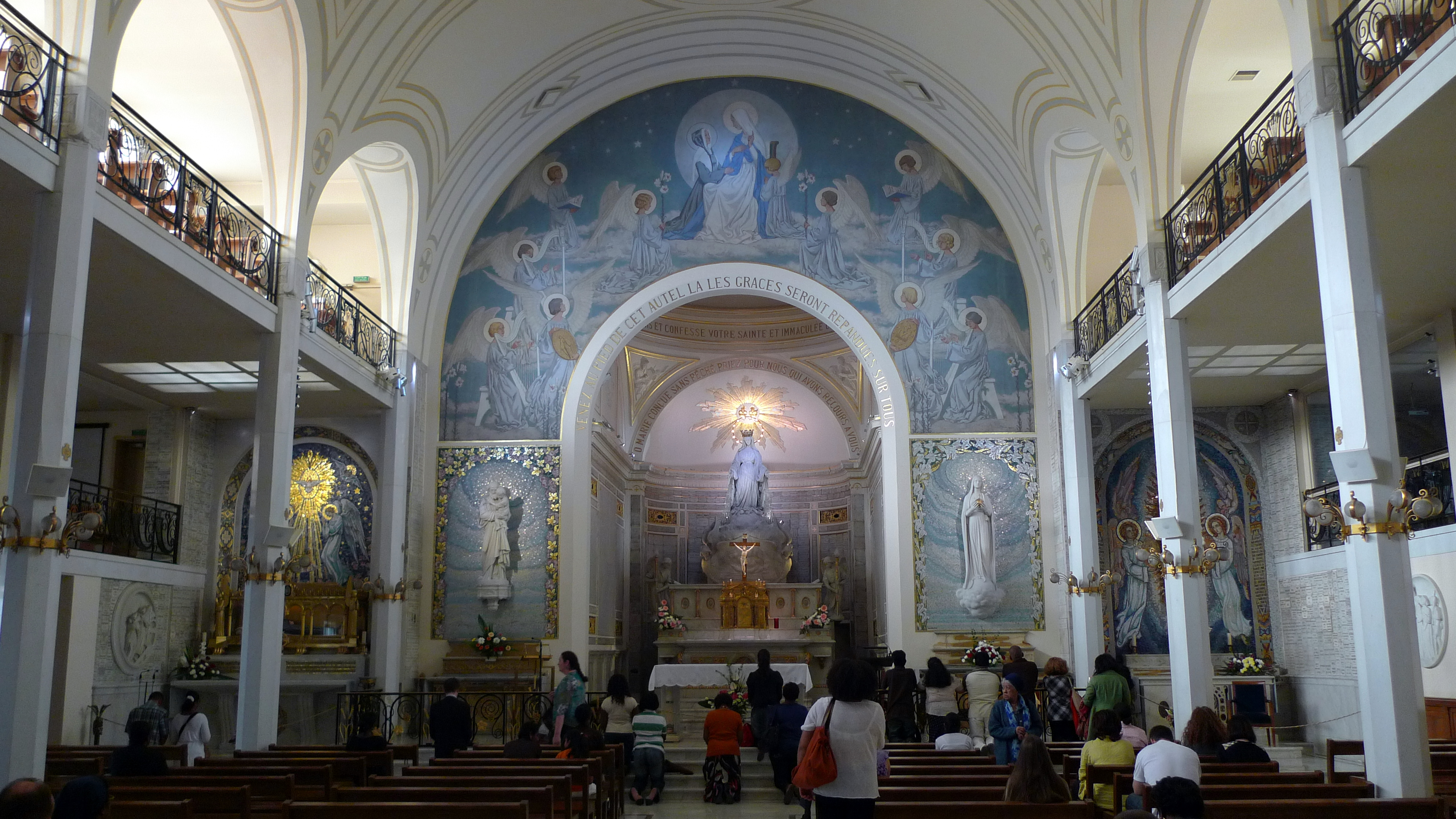
Interiér kaple

Kaple Notre-Dame-de-la-Médaille-miraculeuse (tj. Zázračné medaile Panny Marie) též nazývaná Chapelle de la rue du Bac (kaple v Převoznické ulici) je kaple v Paříži v ulici Rue du Bac č. 140, kde v roce 1830 došlo k údajnému zjevení Panny Marie svaté Catherine Labouré (1806–1876). Tato kaple je dnes významným poutním místem.

## Zjevení
Řádová sestra Catherine Labouré se údajně v noci z 19. července 1830 setkala s Pannou Marií a podruhé 27. listopadu téhož roku, kdy jí světice svěřila medaili. Zjevení v kapli bylo uznáno Vatikánem po šetření, které provedl pařížský arcibiskup Hyacinthe-Louis de Quélen. V Římě v roce 1846 potvrdil závěry papež Řehoř XVI.
V roce 1933 bylo tělo Catherine Labouré přeneseno do kaple.